# Adil Shahi

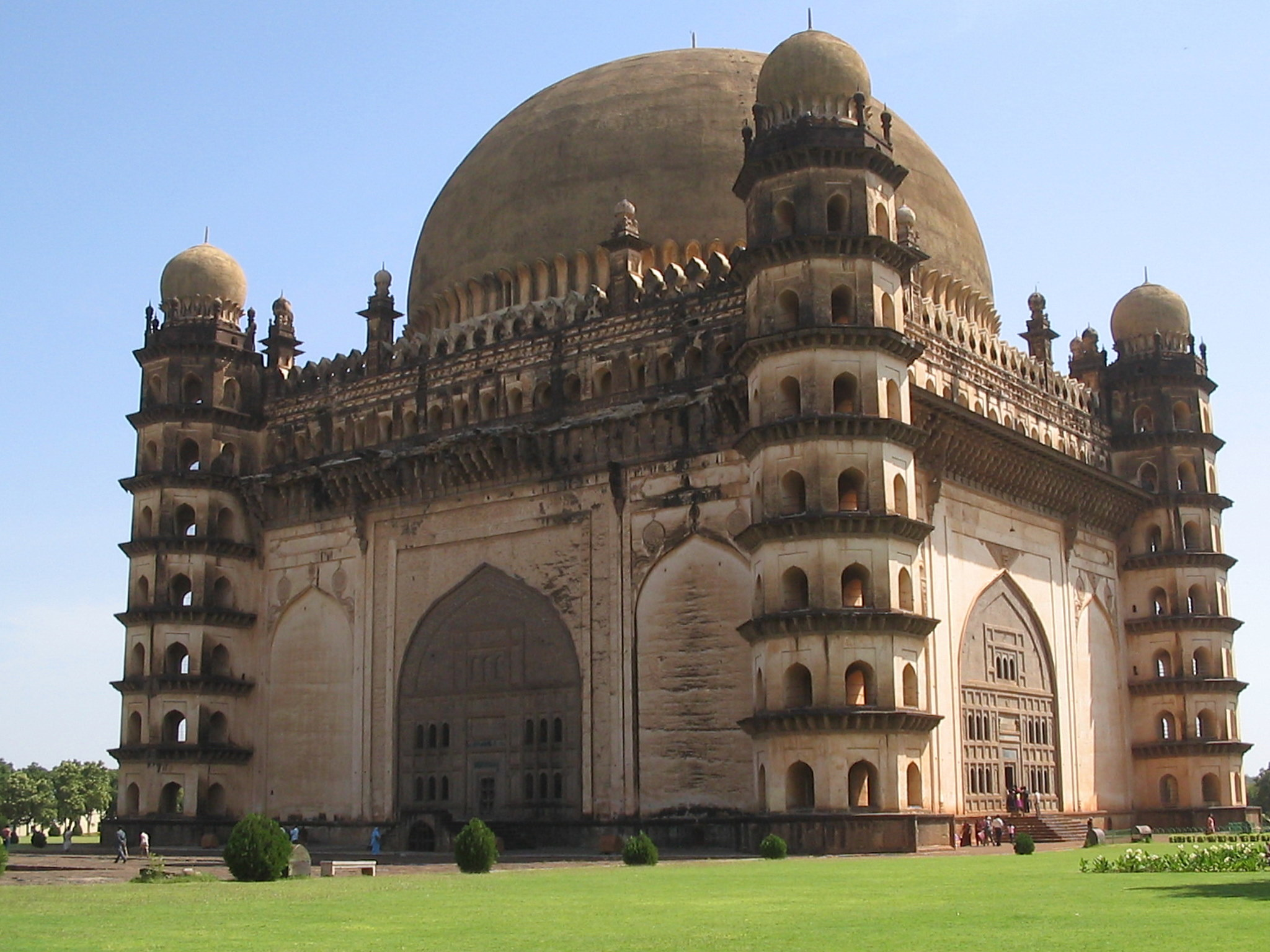
Gol Gumbaz, Grabmal des Sultans Mohammed Adil Shah (reg. 1627–1657), in der Stadt Bijapur (Vijayapura)

Adil Shahi war der Name der von 1490 bis 1686 im zentralindischen Sultanat Bijapur herrschenden schiitischen Dynastie. Bijapur war eines der fünf Dekkan-Sultanate, die ab 1490 aus dem zerfallenden Bahmani-Sultanat hervorgingen. Der Begründer des Hauses Adil Shahi und erste Sultan von Bijapur, Yusuf Adil Shah, stammte möglicherweise vom osmanischen Sultan Murad II. ab.

## Geschichte
Die Adil Shahis waren die mächtigste der fünf islamischen Herrscherhäuser auf dem Dekkan des ausgehenden 15. sowie im 16. und 17. Jahrhundert. Im Bündnis mit drei anderen Sultanaten besiegten sie im Jahr 1565 das südindische Hindugroßreich Vijayanagar in der Schlacht von Talikota; anschließend verwüsteten sie Teile der Region (z. B. das Fort von Bankapura). Im Jahr 1609 unterwarfen die Adil Shahis den Nachbarstaat Bidar. Ihr Ende kam im Jahr 1686, als der Mogulherrscher Aurangzeb nach über einjähriger Belagerung der Hauptstadt das Sultanat von Bijapur seinem Reich einverleibte.

## Kunst und Kultur
Unter ihrer Herrschaft kam es zu einer Blüte der islamischen Kultur in Bijapur, wo sich noch heute einige der herausragendsten Beispiele islamischer Architektur in Indien finden. Die Adil Shahis förderten auch die Literatur in Dakkhini, einem von den Sprachen des Dekkan beeinflussten Dialekt des Urdu, sowie die Miniaturmalerei und die klassische Musik.
Der Einfluss der Sufis als Reformer und Literaten wuchs in Bijapur im Laufe der Jahrhunderte nach dem Vordringen des Islams auf dem Dekkan und erreichte seinen Höhepunkt unter der Adil Shahi Dynastie.

## Liste der Adil-Shahi-Sultane

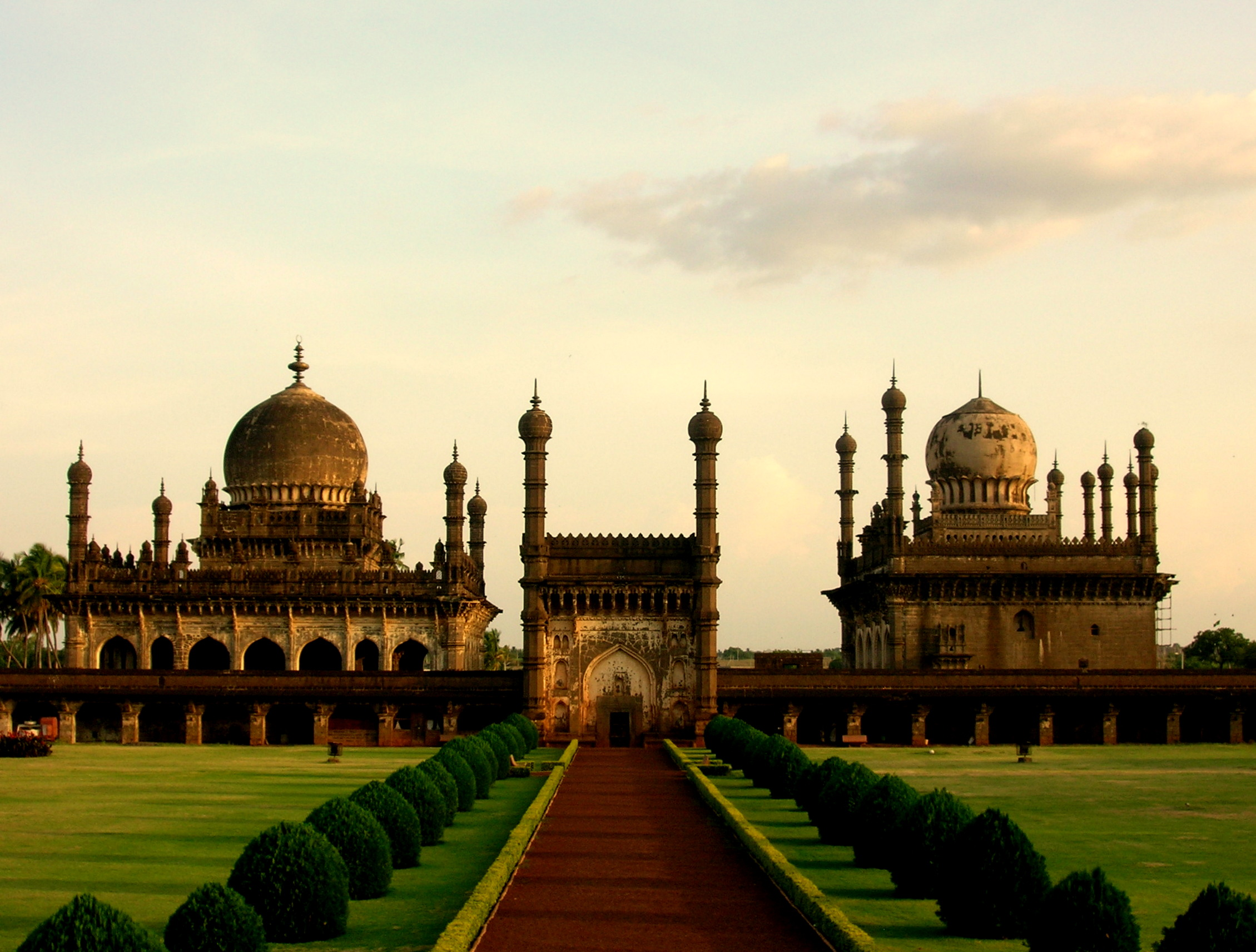
Ibrahim Rauza, Mausoleum und Moschee des Sultans Ibrahim Adil Shah II. (reg. 1580–1627)

- Yusuf Adil Shah (1490–1510)
- Ismail Adil Shah (1510–1534)
- Mallu Adil Shah (1534)
- Ibrahim Adil Shah I. (1534–1558)
- Ali Adil Shah I. (1558–1580)
- Ibrahim Adil Shah II. (1580–1627)
- Mohammed Adil Shah (1627–1656)
- Ali Adil Shah II. (1656–1672)
- Sikandar Adil Shah (1672–1686)